# Мерабишвили, Иване Сергеевич
Иване (Вано) Сергеевич Мерабишви́ли (груз. ივანე (ვანო) სერგოს ძე მერაბიშვილი; род. 15 апреля 1968, д. Удe, Адигенский район, Грузинская ССР) — грузинский политический и военный деятель. С 2004 по 2012 год возглавлял МВД, в 2012 году был премьер-министром Грузии. Генеральный секретарь партии «Единое национальное движение».

## Образование
- 1992 — окончил горнотехнический факультет Политехнического университета Грузии.

## Трудовая деятельность
- 1992—1995 — работал в политехническом университете и аграрном университете, занимал должности лаборанта, старшего лаборанта, ассистента и младшего научного сотрудника.
- 1995 — является председателем Общества защиты прав землевладельцев.
- 1999 — был избран депутатом парламента Грузии.
- 2000 — занимал пост председателя комитета по экономической политике и реформам парламента Грузии.
- 2002 — генеральный секретарь Единого национального движения.
- С 26 января по 7 июня 2004 — занимал посты помощника президента Грузии по вопросам национальной безопасности, секретаря Совета национальной безопасности.
- С 7 июня по 18 декабря 2004 — занимал пост министра государственной безопасности.
- 18 декабря 2004 — назначен на пост главы нового министерства полиции и общественного порядка (министра внутренних дел) Грузии.
- В 2009 году был одним из руководителей операции по подавлению мятежа танкового батальона в Мухровани. В январе 2014 года в Грузии была обнародована видеозапись, сделанная во время мятежа, на которой Вано Мерабишвили, занимавший в тот момент пост министра внутренних дел, давал указания группе военных и сказал «принесите мне два трупа»[2]. В сказанных словах многие комментаторы усмотрели возможный приказ о внесудебной расправе с мятежниками, но сам Мерабишвили позже заявил, что фраза была вырвана из контекста[3].
- 30 июня 2012 — предложен на пост премьер-министра Грузии, 4 июля утверждён в этой должности.

После прихода к власти партии Грузинская мечта Мерабишвили был арестован 21 мая 2013 года и впоследствии осуждён за ряд уголовных преступлений.

## Уголовные дела
17 февраля 2014 года Кутаисский городской суд приговорил Мерабишвили к 5 годам лишения свободы. Экс-премьер признан виновным по трём статьям: по обвинениям в подкупе избирателей, присвоении и растрате государственных средств и в злостном использовании должностных полномочий. Тбилисский суд приговорил его к 4,5 годам заключения по делу о разгоне оппозиционных митингов в Тбилиси во времена Саакашвили.
20 октября 2014 года Тбилисский городской суд приговорил Мерабишвили к 3 годам лишения свободы по обвинению в превышении должностных полномочий по делу об убийстве сотрудника «Объединённого банка Грузии» Сандро Гиргвлиани. Заказчиком преступления была названа супруга Мерабишвили Тако Салакая. В ходе рассмотрения апелляций высшие судебные инстанции Грузии определили для Мерабишвили общий срок наказания в размере 6 лет и 9 месяцев.
В июне 2016 года ЕСПЧ в решении по иску «Вано Мерабишвили против Грузии» констатировал нарушение ст. 18 Европейской конвенции по правам человека и признал обоснованными утверждения истца, что его арест и осуждение были осуществлены «с целью отлучения от политической жизни и ослабления оппозиции». Суд обязал власти Грузии выплатить Мерабишвили и его адвокату 8 тысяч евро в качестве компенсации за причинённый ущерб.
По сведениям прессы Мерабишвили отбывал наказание в пенитенциарном заведении № 9 (также называемом «матросовская тюрьма»). Он был освобождён по отбытии срока наказания 20 февраля 2020 года и сразу заявил, что продолжит политическую деятельность в Грузии.

## Государственные награды
- наградное оружие — пистолет «Форт-12» от министра внутренних дел Украины Ю. В. Луценко в июне 2005 года[13]